# Chiaki Mukai
Chiaki Mukai (Japans: 向井 千秋, Mukai Chiaki) (Tatebayashi, 6 mei 1952) is een voormalig Japans ruimtevaarder. Mukai haar eerste ruimtevlucht was STS-65 met de spaceshuttle Columbia en vond plaats op 8 juli 1994. Tijdens de missie werd er voor de tweede keer onderzoek gedaan in de International Microgravity Laboratory (IML-2), een aangepaste Spacelab module. 
In totaal heeft Mukai twee ruimtevluchten op haar naam staan. Met haar eerste missie werd ze de eerste Japanse vrouw in de ruimte. Tot 2015 was ze werkzaam voor de Japan Aerospace Exploration Agency, de nationale ruimtevaartorganisatie van Japan. Sindsdien is ze Vice President van de Tokyo University of Science.